# نيبيراو الثاني
نيبيراو الثاني، (بالإنجليزية: Nebiryraw II). (أيضا نيبيرايرو الثاني) كان فرعونًا مصريًا قديمًا من الأسرة المصرية السادسة عشر، التي اتخذت من مدينة طيبة مقراً لها، خلال الفترة الانتقالية الثانية.